# Rudolf Wanner
Rudolf „Rudi” Wanner (ur. 28 stycznia 1951 w Seefeld) – austriacki skoczek narciarski, dwukrotny olimpijczyk, siedmiokrotny uczestnik Turnieju Czterech Skoczni.

## Igrzyska olimpijskie
| Miejsce | Dzień     | Rok  | Miejscowość | Konkurs                         | Wynik     | Strata   | Skok 1  | Skok 2  | Zwycięzca             |
| ------- | --------- | ---- | ----------- | ------------------------------- | --------- | -------- | ------- | ------- | --------------------- |
| 21.     | 6 lutego  | 1972 | Sapporo     | Skocznia normalna indywidualnie | 205,0 pkt | 74,4 pkt | 77,0 m  | 74,0 m  | Yukio Kasaya          |
| 46.     | 11 lutego | 1972 | Sapporo     | Skocznia duża indywidualnie     | 152,3 pkt | 67,6 pkt | 79,0 m  | 83,0 m  | Wojciech Fortuna      |
| 7.      | 7 lutego  | 1976 | Innsbruck   | Skocznia normalna indywidualnie | 233,5 pkt | 18,5 pkt | 116,5 m | 117,0 m | Hans-Georg Aschenbach |